# Margaret Kennedy Morice
Margaret Kennedy Morice, född 1718, död 1800, var en skotsk bagare med eget företag i Edinburgh. Hon var en berömd artist inom sitt yrke vars firma antog många elever.